# Recubrimiento óptico

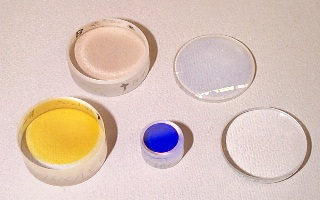
Lentes y espejos con recubrimiento óptico.

Un recubrimiento óptico es una capa fina de algún material concreto que se deposita sobre un elemento óptico, como una lente o un espejo, con el fin de alterar sus propiedades ópticas (reflexión y transmisión de la luz). Un tipo de recubrimiento óptico es el tratamiento antirreflectante, usado para evitar reflexiones no deseadas sobre superficies ópticas (como gafas u objetivos de cámaras). Otro tipo es el recubrimiento de alta reflexión, usado en espejos para mejorar sus propiedades ópticas y lograr que se refleje hasta el 99,99 % de la luz incidente. Otros recubrimientos ópticos más complejos permiten alcanzar una alta reflexión para longitudes de onda dentro del rango de paso, y el efecto opuesto para el resto de longitudes de onda, permitiendo de este modo la fabricación de componentes dicroicos.

## Tipos de recubrimiento
- Recubrimientos antirreflectantes
- Recubrimientos altamente reflectantes
- Recubrimientos UV